# Ják
Ják är en ort i Ungern.   Den ligger i provinsen Vas, i den västra delen av landet, 190 km väster om huvudstaden Budapest. Ják ligger 206 meter över havet och antalet invånare är 2 310.
Terrängen runt Ják är platt. Runt Ják är det ganska glesbefolkat, med 34 invånare per kvadratkilometer. Närmaste större samhälle är Szombathely, 10,3 km norr om Ják. Trakten runt Ják består till största delen av jordbruksmark.